# Сорочаны (курорт)
«Сорочаны»  — горнолыжный курорт и спортивно-развлекательный комплекс, расположенный в Дмитровском городском округе Московской области.
10 трасс с перепадом высот до 90 м, шириной до 70 м и протяжённостью до 1050 м.
Своё название горнолыжный курорт получил в честь собственного основателя — Леонида Андреевича Сорочана.

## История
Горнолыжный курорт был построен и введен в эксплуатацию в 1994—2002 гг. группой компаний «Сорочаны». Длительный процесс строительства обусловлен тем, что склон горнолыжного курорта создавался искусственным образом.
Курорт был открыт в 2002 Леонидом Сорочаном, который возглавлял ООО «Лига деятелей культуры и спорта».
При начале строительства парка естественный перепад высот на склоне составлял около 60 метров. Было решено насыпать гору и увеличить высоту почти вдвое. Пятьдесят самосвалов «Вольво» день и ночь завозили туда грунт и остановились только после того, как доставили более двух миллионов кубометров. В течение года была насыпана искусственная гора, на которую потратили 6 миллионов долларов.
После открытия парка в первой очереди были запущены два подъёмника: 4-кресельный фирмы Doppelmayr и бугельный со «швабрами».
Всего было спланировано 12 горнолыжных трасс с перепадами высот от 70 до 90 метров и протяжённостью от 500 до 1000 метров.

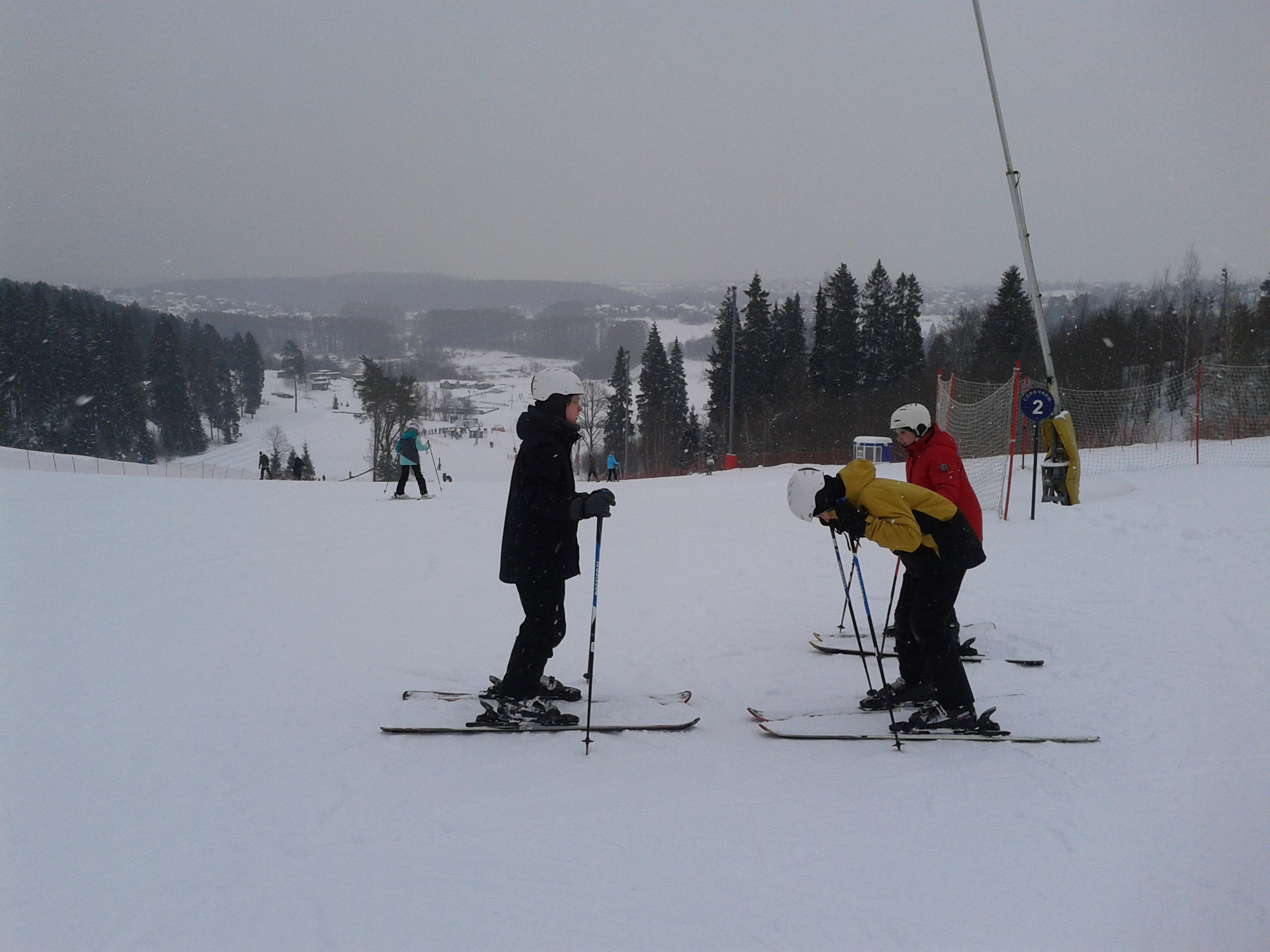
Сорочаны, трасса начального уровня сложности

Первоначально создатели намерены были сделать свой парк местом массового отдыха и более демократичным, чем «Волен». По их расчётам, парк общей площадью 302 га должен был принимать порядка 50 000 человек в неделю. А это в шесть раз превышало возможности «Волена».
В первоначальный период после открытия курорта ценовая политика предполагала цены на ски-пасс — в размере 1,75 $ за час катания, за номер в мотеле — 29 $, в шале — 37 $. Но после гибели Леонида Сорочана в автомобильной катастрофе в феврале 2002 года планы были скорректированы, и парк из демократичного вскоре превратился в элитный, обогнав по ценам и парк «Волен», и горнолыжный клуб Леонида Тягачёва. К 2004 году цены значительно возросли, но парк всё равно оставался популярным благодаря разнообразным трассам и современному техническому оснащению.
В 2017 посещаемость курорта составила 500 тыс. чел. Специалисты говорят о всероссийской известности курорта.
25 декабря 2020 года РЖД запустила ретропоезд «Яхрому» — воссозданный электропоезд серии ЭР2К из восьми вагонов с 396 посадочными местами, на котором предлагается добираться до курорта.

## Инфраструктура
На территории спортивного парка 10 разноплановых склонов, рассчитанных на различный уровень подготовки.
Склоны оборудованы четырьмя кресельными подъёмниками, четырьмя буксировочными, детским беби-лифтом и подъёмником для тюбинга. Длина самой протяжённой трассы более километра (1050 м). Склоны оборудованы системой искусственного оснежения, которое обеспечивают раннее начало сезона и большую его продолжительность даже в случае тёплых и малоснежных зим. В тёмное время суток трассы освещаются прожекторами, и даже в будние дни можно кататься до полуночи. Трассы регулярно готовятся ратраками до состояния вельвета.

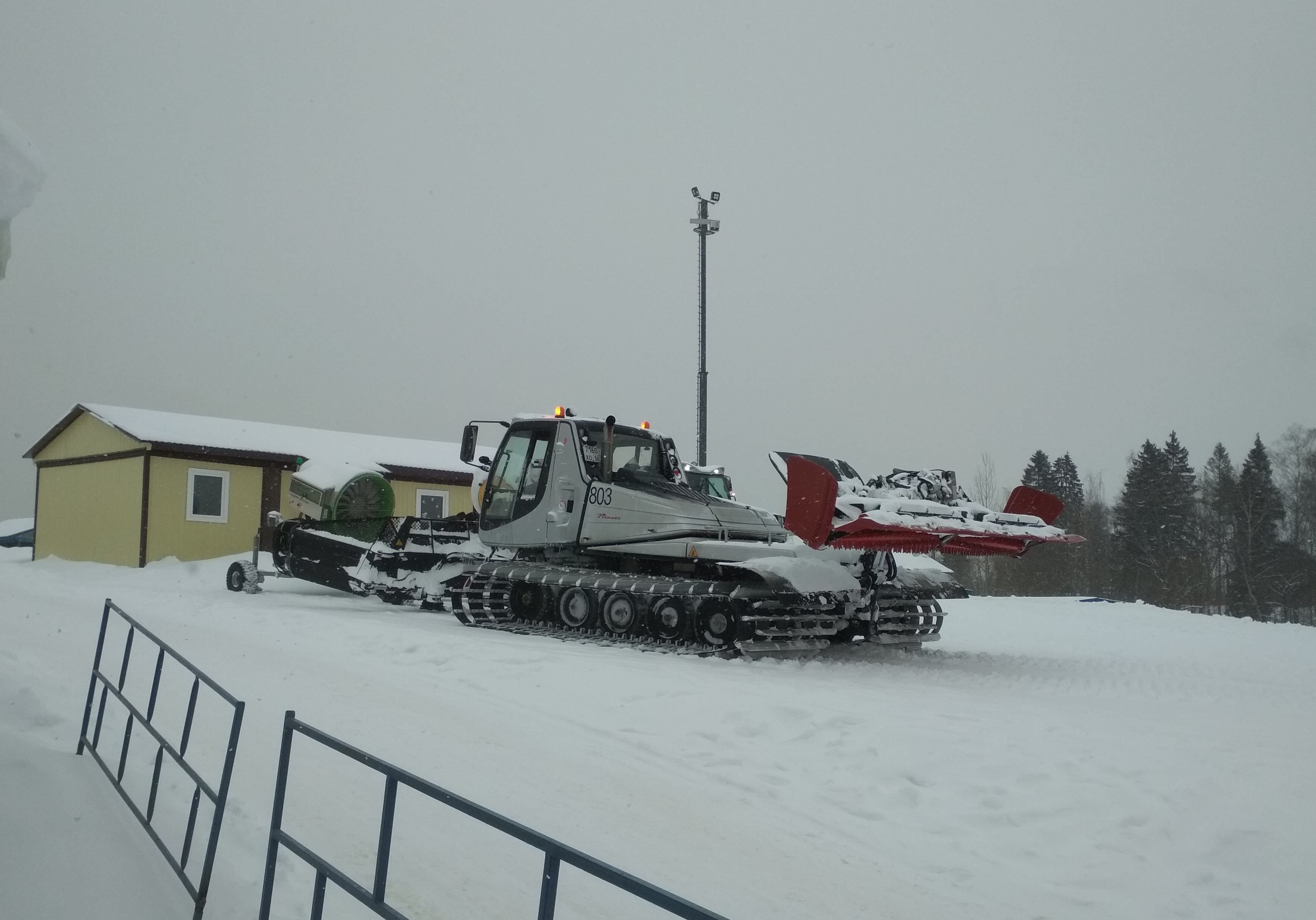
Ратрак со снежной пушкой

Общая пропускная способность канатных дорог ГК «Сорочаны» составляет 5 тысяч человек в час.
В пункте проката хранится 1500 комплектов горных лыж и сноубордов.
Горнолыжный курорт обладает инфраструктурой, в которую входит:
- пункт проката, в котором хранится 1500 лыж и сноубордов,
- мастерская по ремонту и тюнингу горнолыжного оборудования,
- кафе и рестораны «Вираж», «Панорама», основной ресторан «Избушка»,
- камеры хранения,
- служба спасения и медпункт,
- открытый каток,
- футбольное и волейбольные поля,
- настольный теннис,
- детский батут,
- катамараны, лодки и водные лыжи,
- вертолётная площадка.

Также на территории комплекса находятся каток, гостиницы, коттеджный посёлок, ряд развлекательных заведений
Сорочаны обладают самым высоким показателем потенциала спроса среди российских горнолыжных курортов, но по количеству посещений уступают курортам Шерегеш и Красной Поляне.

## Соревнования
Проводятся соревнования под названием Кубок Леонида Сорочана.
На автостоянке курорта проводятся соревнования по дрифту.

## Галерея

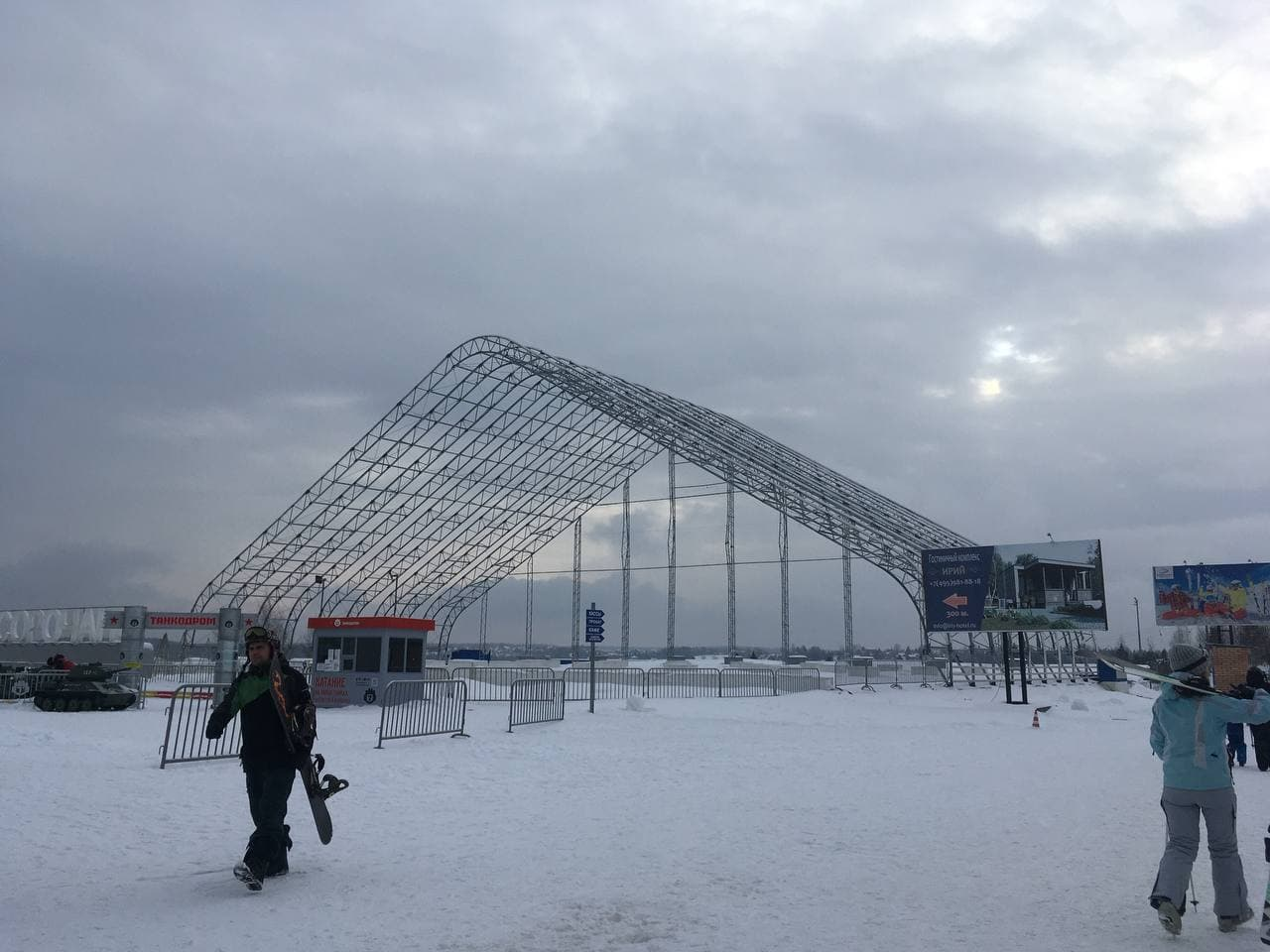
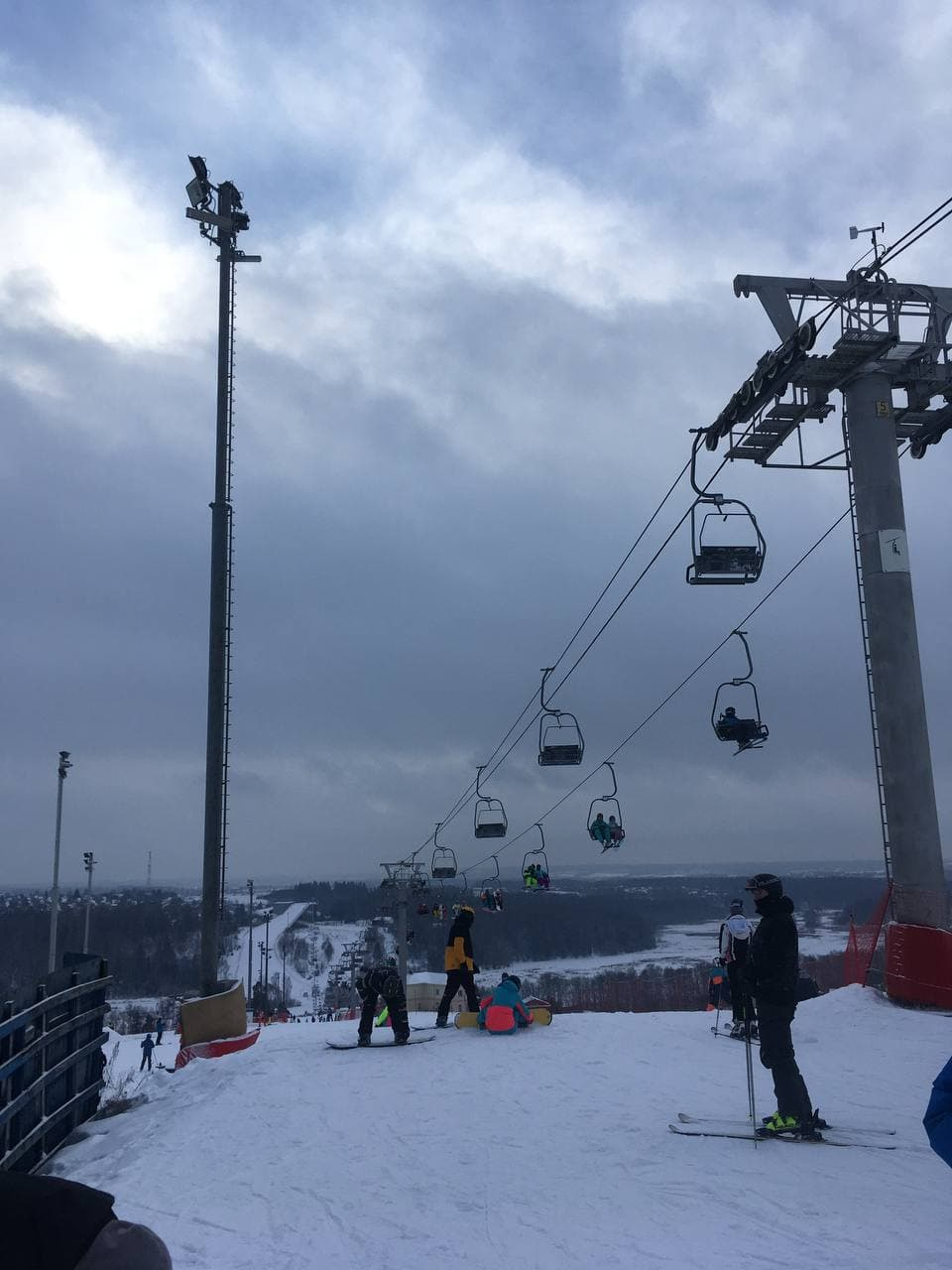
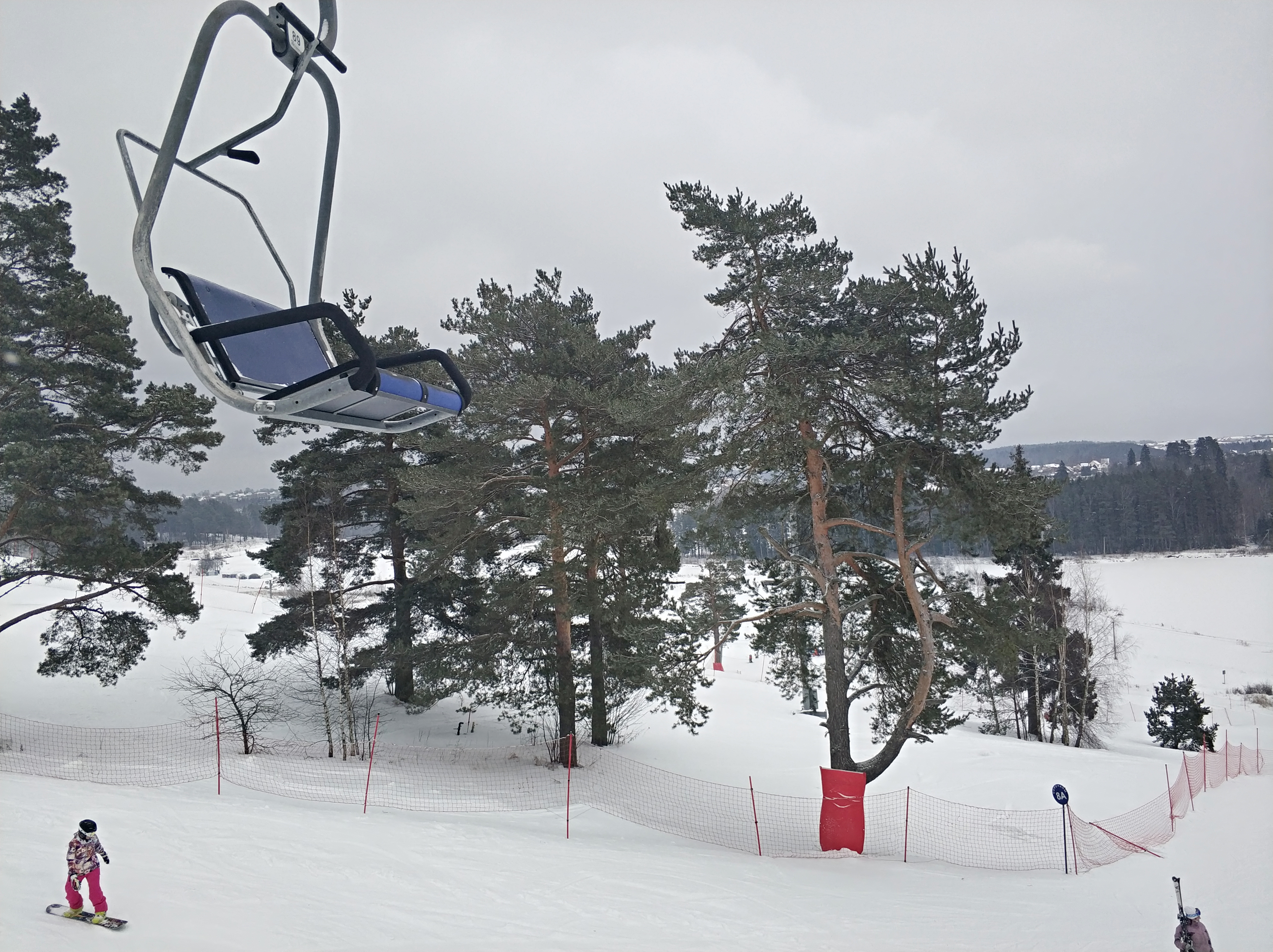
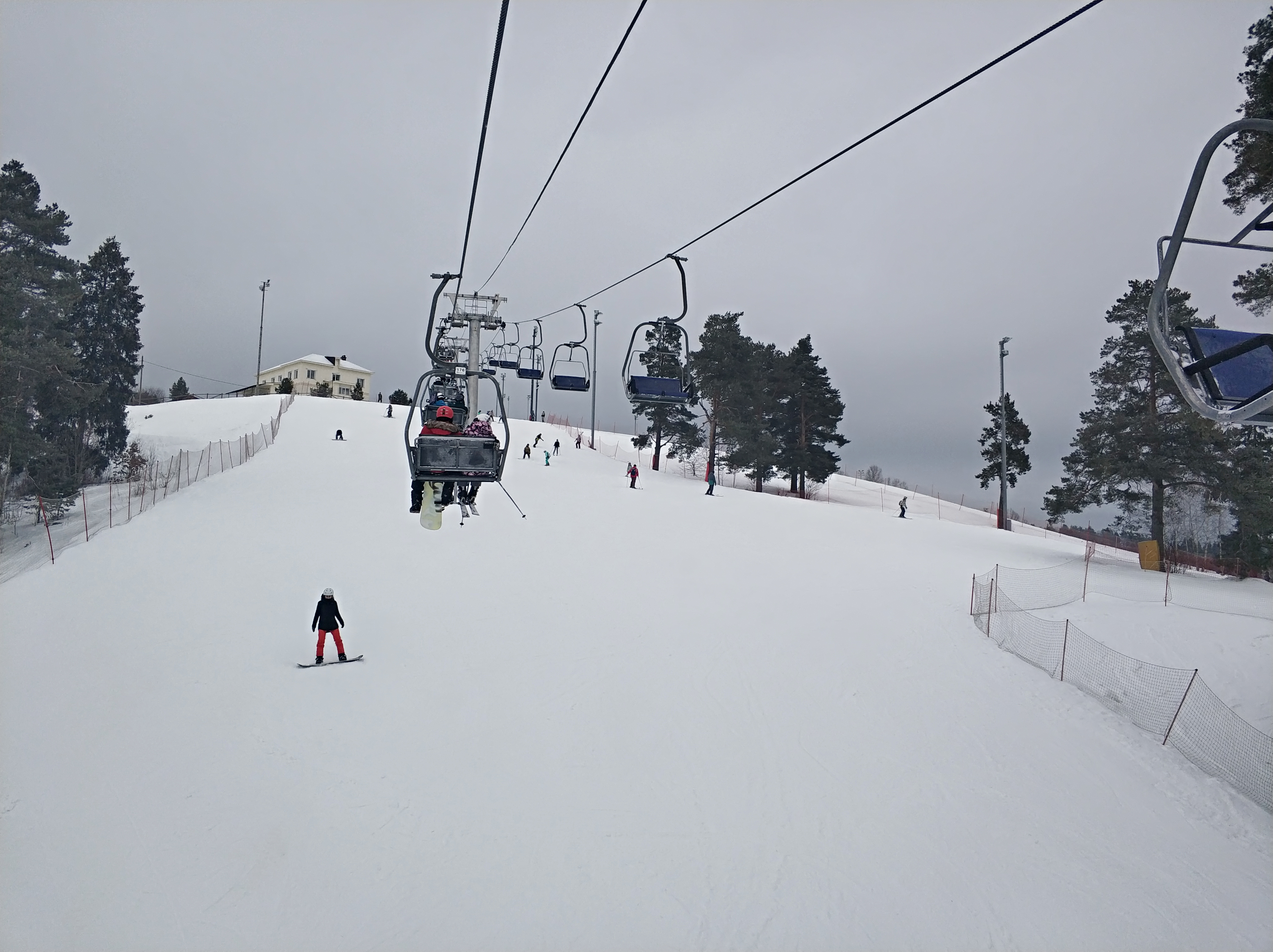
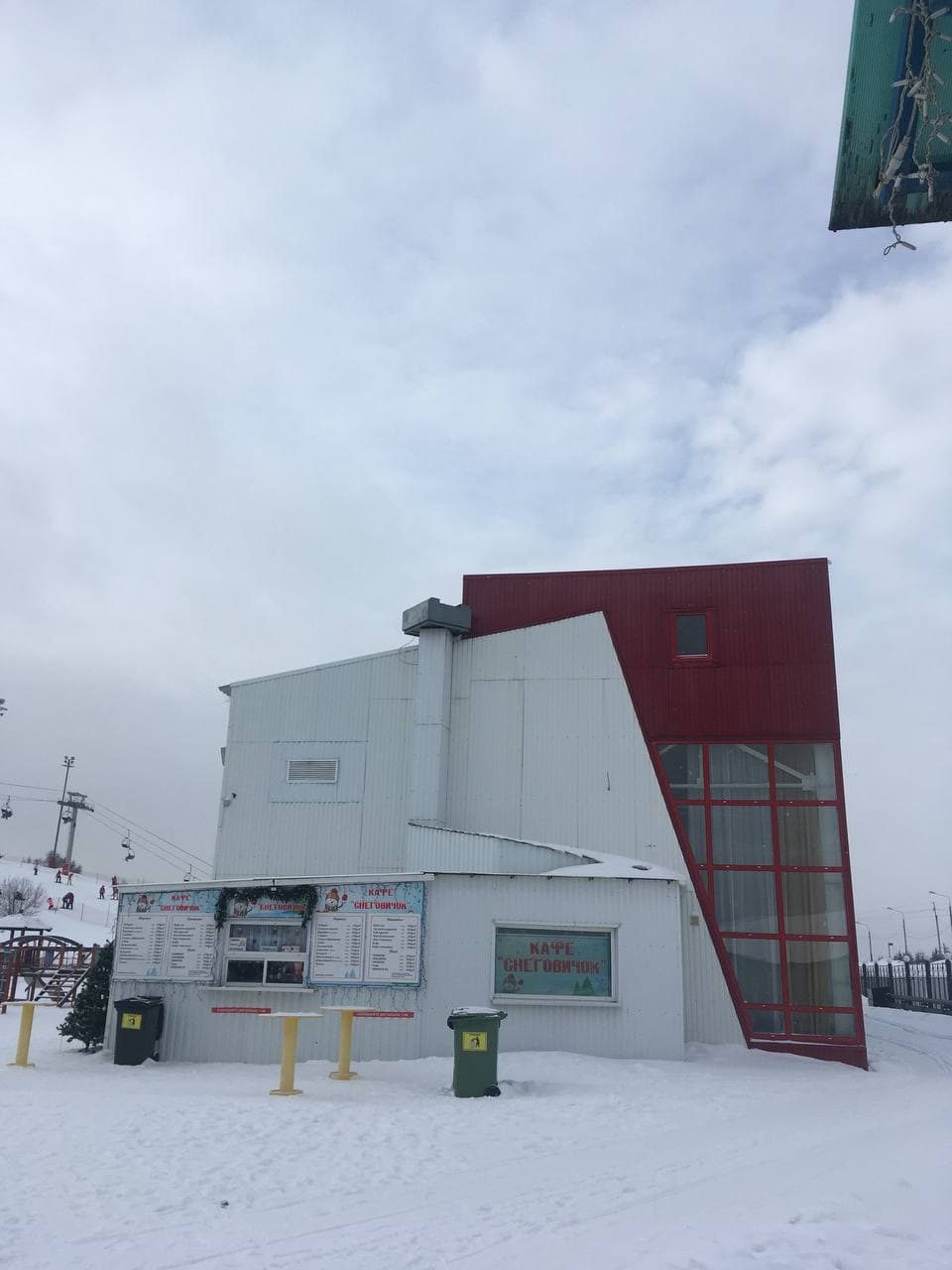
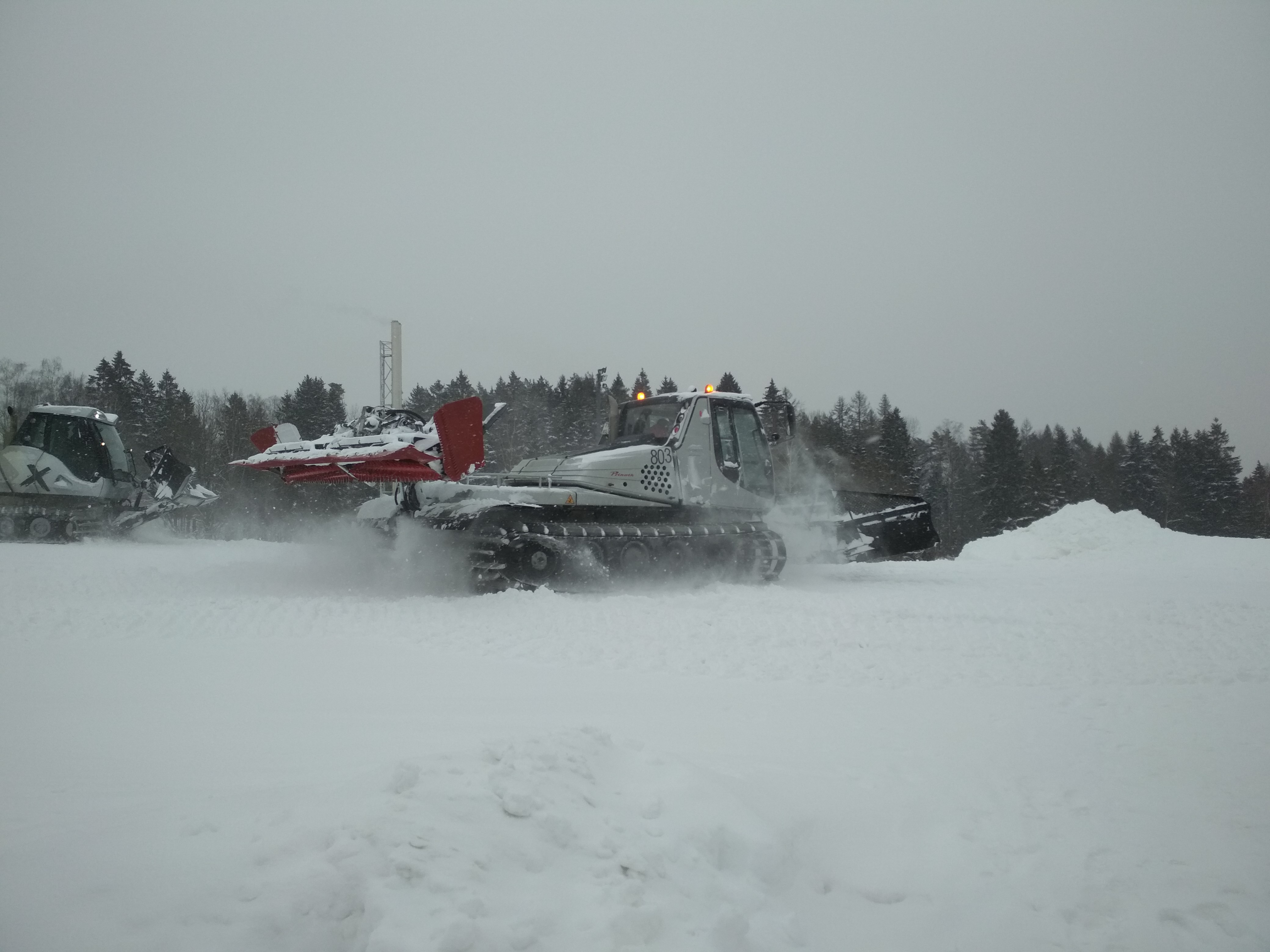
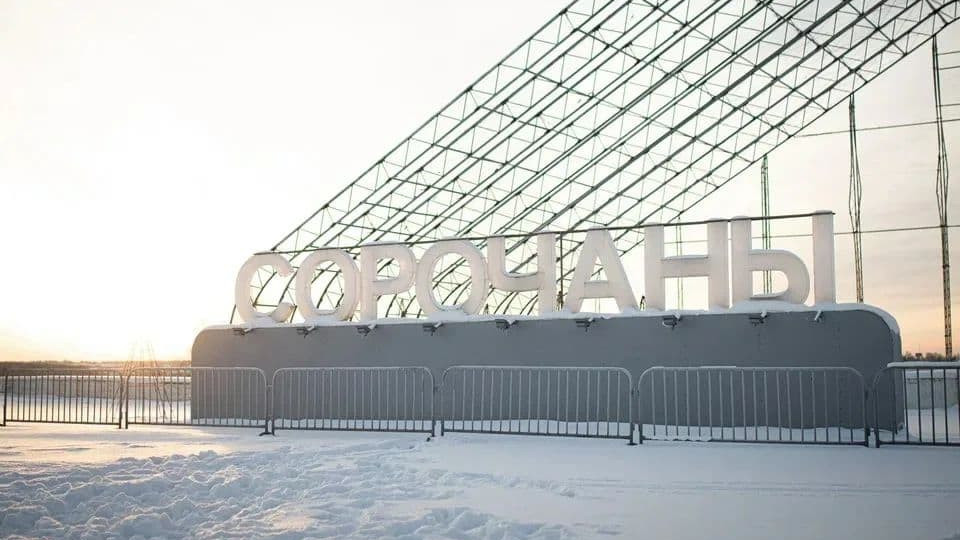